# Kennis van Zaken
Kennis van Zaken was een televisiequiz van de VRT uit 1995. De quiz werd gepresenteerd door Betty Mellaerts en liep slechts één seizoen op VRT2, het latere Canvas. Net als de radioquiz "Mensenkennis" het jaar voordien berustte de quiz op de vlotte omgang van de deelnemers met de Winkler Prins Encyclopedie.
Kennis van zaken was een zuivere kennisquiz. Het concept was van de hand van radio- televisieproducer Paul Jacobs, die samen met Tim Duchateau en Luc Meyermans de jury vormde.
De quiz liep over 13 weken en bestond uit negen kwartfinales, drie halve finales en één finale. De preselectie aan de hand van 40 vragen over algemene kennis had 27 kandidaten opgeleverd. In elke aflevering streden drie kandidaten voor een plaats in de volgende finale.
Per aflevering waren er vijf rondes met kennisvragen.
Elk van drie kandidaten beschikte over een volledige editie van de Winkler Prins encyclopedie. Bij het begin van de quiz las Betty Mellaerts drie vragen voor waarop de kandidaten het antwoord moeten vinden aan de hand van een complexe zoektocht in de encyclopedie. Voor die opzoeking kregen tijdens elke vragenronde twee kandidaten de tijd terwijl de derde aan de beurt was om andere vragen te beantwoorden.
- De eerste ronde bestond uit vragen over algemene kennis. Elk goed antwoord leverde één punt op.
- In de tweede ronde moesten de kandidaten te weten zien te komen wie of wat X was, die door Betty Mellaerts werd beschreven in steeds groter detail naarmate de tijd liep. Een juist antwoord hierop leverde vijf punten op.
- In de derde ronde kreeg elke kandidaat een snelle opeenvolging van vijf afbeeldingen te zien. Nadat de beeldpresentatie was gestopt, moest de kandidaat uit het hoofd die afbeeldingen benoemen. Op elk juist antwoord stonden twee punten.
- De vierde was een thematische ronde, met zeven vragen over één bepaald onderwerp. Die ronde was bijzonder, omdat de kandidaat met de hoogste tussentijdse score mocht bepalen wie er welk onderwerp toegewezen kreeg. Elk juist antwoord leverde één punt op.
- In de vijfde ronde moesten de kandidaten bekendmaken welke antwoorden ze hadden gevonden op de drie opzoekingsvragen. Een juist antwoord hierop leverde telkens zeven punten op.

Winnaar van de aflevering werd degene die na de vijfde ronde het hoogste aantal punten verzameld had. Die ging over van de kwartfinale naar de halve finale, of van de halve finale naar de finale.
Na twaalf afleveringen bleven er drie kandidaten over die elkaar om de eindzege bekampten: twee ingenieurs, Eric Lerouge en Jan Matthys, en één arts en medisch-wetenschappelijk journalist, Jan Bosmans. De finale kende een bijzonder spannend verloop, aangezien het verschil tussen Matthys en Bosmans na de vierde en voorlaatste ronde slechts één punt bedroeg. Het pleit werd uiteindelijk beslecht in het voordeel van die laatste, die als enige in de encyclopedie het weerkundige symbool voor een stratocumulus gevonden had.
Geen enkele deelnemer aan Kennis van Zaken ging met lege handen naar huis. In de kwartfinales kregen de verliezers een set van vier Kramers woordenboeken. De verliezende kandidaten van de halve finales ontvingen een CD-i-speler van Philips en een aantal educatieve CD’s. De troostprijs in de finale was een IBM Aptiva multimedia-PC met bijbehorende Cd-roms. Winnaar Jan Bosmans ten slotte ontving naast die computer ook de 24-delige Winkler Prins encyclopedie.
Hoewel Betty Mellaerts de kijkers na de laatste aflevering tot ziens wenste in het volgende jaar, kwam er in 1996 geen vervolg.

## Trivia
- Jan Bosmans had voor elke aflevering waarin hij voorkwam een apart jasje gekocht. Vooral zijn baksteenrode jasje en veelkleurige hemd in de halve finale trokken de aandacht.
- Jan Matthys en Jan Bosmans, die elkaar de eindoverwinning betwistten, waren de enige kandidaten die een das droegen.